# Girl group
Girl group (também grafado como girlgroup e podendo ser referido pelo termo grupo feminino na lusofonia) é um grupo vocal formado exclusivamente por mulheres, que geralmente harmonizam juntas. Bandas exclusivamente femininas, nas quais as integrantes também tocam instrumentos, são geralmente consideradas um fenômeno separado. Esses grupos são às vezes chamados de "girl band" para diferenciar. Embora essa terminologia não seja universalmente seguida. 
Com o advento da indústria musical e da radiodifusão, surgiram vários grupos formado só por mulheres, como as Andrews Sisters. O final da década de 1950 viu o surgimento de grupos de canto exclusivamente femininos como uma grande força, com 750 conjuntos distintos lançando músicas que entraram nas paradas musicais dos EUA e do Reino Unido de 1960 a 1966. Apenas as The Supremes detiveram 12 singles no topo da Billboard Hot 100 e durante a maior parte da Invasão Britânica rivalizaram com os Beatles em popularidade.
Em épocas posteriores, o modelo de grupo feminino seria aplicado aos formatos disco, R&B e country, bem como ao pop. Uma indústria musical mais globalizada deu origem à popularidade de conjuntos mais voltados para o R&B contemporâneo e dance-pop, comandado por grandes gravadoras. Esse surgimento, encabeçado principalmente pelos EUA e Reino Unido, produziu conjuntos populares, com oito deles estreando após 1990, tendo vendido mais de 15 milhões de cópias físicas de seus álbuns, incluindo o Destiny's Child, TLC e The Pussycat Dolls. Com a ascensão das Spice Girls, a década de 1990 também viu o mercado-alvo dos grupos femininos mudar de um público masculino para um cada vez mais feminino e jovem. Desde então, uma série de novos conjuntos nesse formato começaram a surgir buscando emular o mesmo sucesso, como o Sugababes, All Saints e Girls Aloud. Na década de 2010, o fenômeno K-pop levou ao surgimento de novos grupos femininos de sucesso, a exemplo do Girls' Generation, 2NE1 e Blackpink.

## História

### Início e primeiros grupos

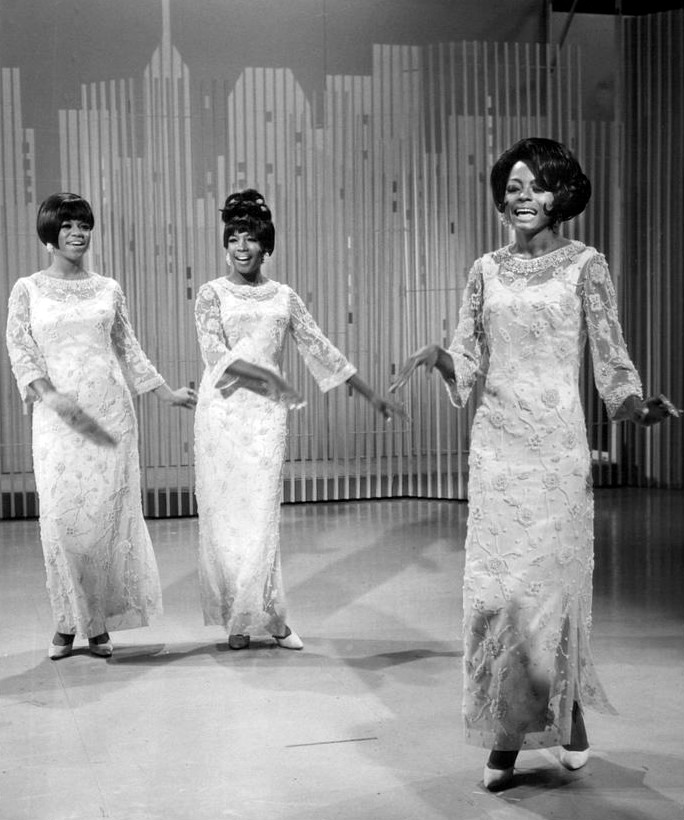
As The Supremes (foto) são reconhecidas como o grupo feminino de maior sucesso nas paradas da revista Billboard.

Um dos primeiros grandes grupos exclusivamente femininos foi o Hamilton Sisters and Fordyce – um trio americano que fez uma turnê bem-sucedida pelo Reino Unido e partes da Europa em 1927 e por teatros dos EUA – e, mais tarde, mudaram seu nome artístico para Three X Sisters. A banda ficou junta de 1923 até o início dos anos 1940, e era conhecida por realizar harmonias, bem como pelo estilo barbershop ou músicas inovadoras, e obteve sucesso no rádio dos anos 1930. As Three X Sisters também foram especialmente uma adição notável à cena musical e antecederam o sucesso posterior de grupos femininos ao manter sua popularidade durante a Grande Depressão. As The Boswell Sisters, que se tornaram um dos grupos vocais mais populares de 1930 a 1936, tiveram mais de vinte sucessos nas paradas musicais. As The Andrews Sisters começaram em 1937 como uma banda tributo a Boswell e continuaram gravando e se apresentando durante a década de 1940 até o final da década de 1960, alcançando mais vendas de discos, mais sucessos na Billboard e mais aparições em filmes do que qualquer outro grupo feminino até então. As Andrews Sisters tiveram sucessos musicais em vários gêneros, o que contribuiu para a prevalência e popularidade da forma de grupo feminino.
Mais de 750 grupos femininos conseguiram colocar uma música nas paradas dos EUA e no Reino Unido entre 1960 e 1966, embora o alcance do gênero não tenha sido tão fortemente sentido nas indústrias musicais de outras regiões. Como a cultura jovem da Europa Ocidental estava profundamente imersa no Yé-yé, os artistas de gravação do Leste Asiático variavam principalmente de cantores tradicionais, grupos de coros patrocinados pelo governo, ou solistas e bandas multiculturais, enquanto a bossa nova estava em alta na América Latina. A influência global da música música beat acabou rotulando os grupos femininos como se fossem um gênero musical e – exceto por um pequeno número dos grupos anteriores e possivelmente os the Toys e as Sweet Inspirations –, os únicos grupos femininos com alguma presença significativa nas paradas desde o início da Invasão Britânica até 1970 foram os grupos femininos da Motown, como as The Supremes. O som distinto de girl group não ressurgiria até o século 21, onde influenciaria várias cantoras solo contemporâneas de pop-soul que foram recebidas com sucesso internacional, como Amy Winehouse, Adele, Duffy e Melanie Fiona, entre outros. Além de influenciar cantores individuais, esta geração grupos consolidou a forma, o sentimento e forneceu inspiração para muitos grupos futuros.

### 1970–89: Mudanças em formatos e gêneros

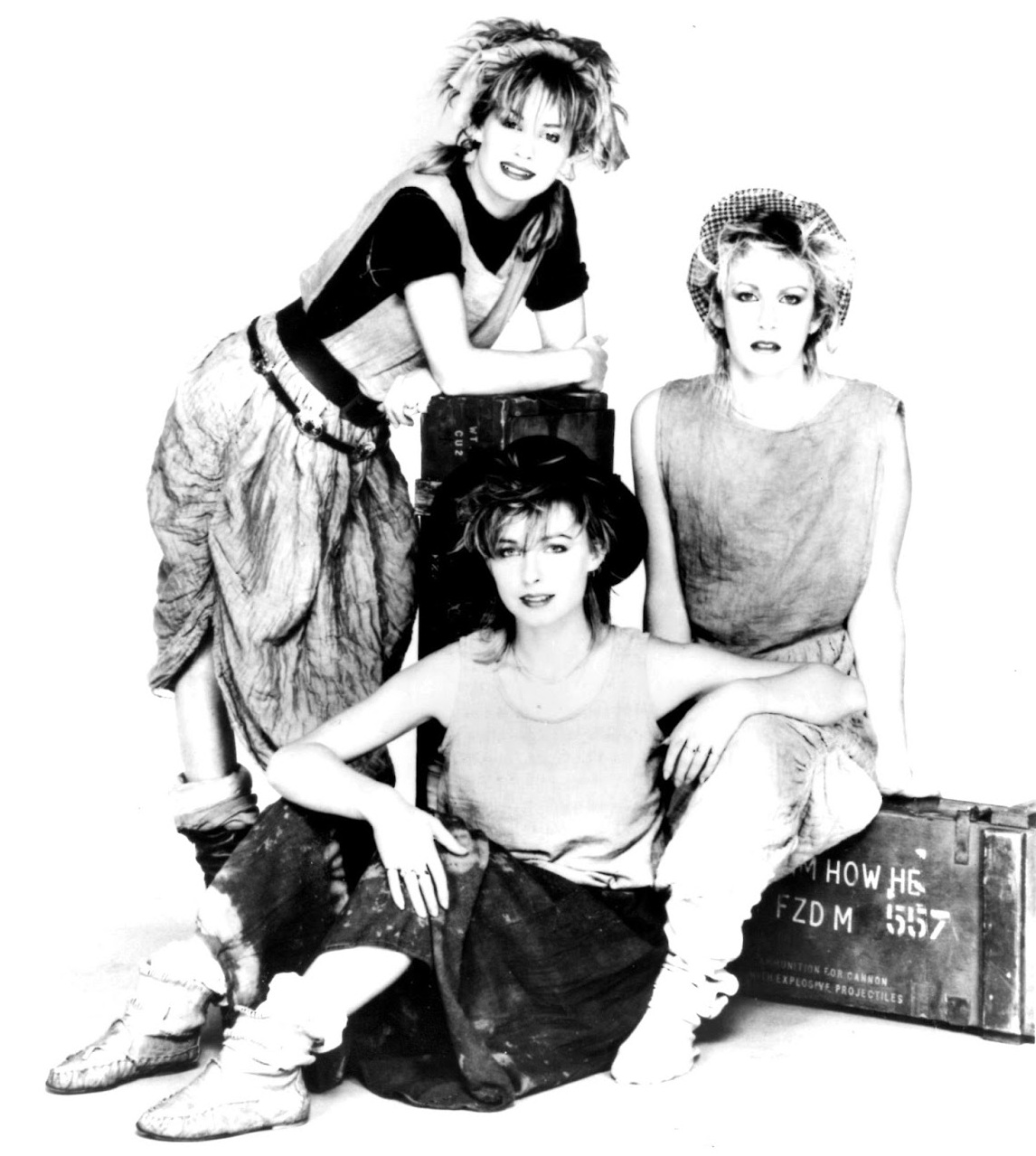
As Bananarama (foto) foram reconhecidas, pelo Guinness World Records, como o grupo só de mulheres que alcançou o maior número de entradas em paradas musicais ao redor do mundo.

Entrando na década de 1970, as The Supremes tiveram sucesso contínuo com doze músicas em primeiro lugar na parada Billboard 100. Patti LaBelle e as the Bluebelles surgiram na década de 1960 cuja sua empresária, Vicki Wickham, ajudou a lapida-las no início da década de 1970, renomeando-as para Labelle e direcionado-as para o glam rock. Labelle foi o primeiro grupo feminino a evitar roupas combinando e coreografias idênticas, em vez disso, vestindo trajes espaciais extravagantes e cocares de penas. Durante o apogeu da disco music e além, os atos femininos incluíam Silver Convention, the Emotions, Sister Sledge, Mary Jane Girls e Baccara. Grupos da década de 1980, como the Pointer Sisters, Exposé e Bananarama aperfeiçoaram o conceito.
No Japão, os grupos exclusivamente femininos Candies e Pink Lady fizeram uma série de sucessos durante as décadas de 1970 e 1980 também. O programa musical japonês Music Station listou Candies e Pink Lady em seu Top 50 Ídolos de Todos os Tempos (compilado em 2011), colocando-as no número 32 e 15, com vendas superiores a 5 e 13 milhões no país, respectivamente. Com o single "Kiss in the Dark", Pink Lady também foi uma das duas únicas artistas femininas japonesas a ter alcançado o top 40 da Billboard 100.

### 1990–presente: Era de sucesso comercial

#### Grupos americanos
O trio Wilson Phillips vendeu mais de 5 milhões de cópias em todo o mundo com seu álbum de estreia homônimo (1990), que colocou quatro singles nos dez primeiros lugares da parada Billboard 100, com três chegando ao primeiro lugar. Após a ascensão do new jack swing, R&B contemporâneo e hip hop, grupos femininos americanos como En Vogue, Exposé e Sweet Sensation tiveram singles que atingiram o primeiro lugar nas paradas. Grupos nesses gêneros, como SWV, Xscape, 702, Total, Zhane, Blaque e 3LW, conseguiram ter músicas nas paradas da Billboard 100 e Billboard Hot R&B/Hip-Hop Songs durante uma era em que o R&B contemporâneo se tornaria um fenômeno global mainstream. No entanto, o TLC alcançou o maior sucesso comercial entre todos esses. Elas continuam sendo a banda feminina americana que mais vendeu – com 65 milhões de gravações comercializadas –, e seu segundo álbum de estúdio, CrazySexyCool (1994), continua sendo o mais comprado por um grupo feminino nos Estados Unidos (certificação de diamante), vendendo mais de 14 milhões de cópias em todo o mundo. O Destiny's Child surgiu no final da década de 1990. Elas venderam mais de 60 milhões de gravações e obtiveram sucessos número um na Billboard 100, como "Say My Name", "Independent Women" e  "Bootylicious".
Em meados dos anos 2000, houve um renascimento dos grupos femininos. O Pussycat Dolls alcançou sucesso mundial com seus singles. O primeiro deles, "Don't Cha", alcançou o topo das tabelas musicais de vários países, incluindo o Reino Unido e Austrália, e o segundo posto na Billboard Hot 100. O Danity Kane se tornou o primeiro grupo feminino na história da Billboard a ter dois álbuns consecutivos número um, já que seu material de estreia homônimo (2006) e o segundo, Welcome to the Dollhouse (2008), lideraram a Billboard 200.
Os grupos femininos continuaram seu sucesso na década de 2010. O Fifth Harmony foi formado no The X Factor USA em 2012. Elas alcançaram sucesso internacional com seu álbum de estreia, Reflection, que apresentou o sucesso "Worth It". "Work from Home", o principal carro-chefe de seu segundo disco, 7/27 (2016), se tornou a primeira música por um grupo só de mulheres dentro do top cinco do Billboard 100 em uma década, desde "Buttons" (2006), das Pussycat Dolls, que ficou em número três. "Worth It" e "Work from Home" continuam sendo os videoclipes de grupos femininos mais vistos no YouTube.

#### A Segunda Invasão britânica
No início da década de 1990, a cena musical britânica era dominada por boy bands. Na época, o único grupo feminino que causou impacto nas paradas foi o Eternal, mas mesmo elas "permaneceram em grande parte sem identidade". Em meio à dominação americana do formato de grupo feminino, a Segunda Invasão Britânica viu as Spice Girls virarem a maré em meados da década de 1990, emplacando dez singles número 1 no país. Com shows esgotados, anúncios, mercadorias, 100 milhões de gravações vendidas em todo o mundo, o álbum mais vendido de todos os tempos por um grupo só de mulheres, e um filme, elas se tornaram o conjunto musical britânico de maior sucesso comercial desde os Beatles. Ao contrário de suas antecessoras, que eram comercializadas para compradores de discos do gênero masculino, as Spice Girls redefiniram o conceito de grupo feminino ao ir atrás de uma jovem base de fãs.
Com o movimento cultural iniciado pelas Spice Girls, no fim da década de 1990 cerca de 20 novos grupos femininos foram lançados no Reino Unido. Os grupos que surgiram durante este período incluem All Saints, B*Witched, Atomic Kitten, Girls Aloud, Sugababes e The Saturdays, todos buscando obter o sucesso das Spice Girls. Fora do Reino Unido e da Irlanda, outros grupos femininos modelados a partir das Spice Girls foram No Angels (Alemanha), Bardot (Austrália), Rouge (Brasil), The Cheetah Girls (EUA), e Bandana (Argentina). Ao longo dos anos 2000, os grupos femininos do Reino Unido permaneceram populares, com as canções "Sound of the Underground" (2002), do Girls Aloud, e "Round Round" (2002), do Sugababes, tendo sido chamadas de "dois grandes sucessos inovadores" e creditadas por remodelar a música pop britânica dos anos 2000. Apesar de ser uma artista solo, com seu álbum Back to Black (2006), Amy Winehouse apresentou forte influência de grupos femininos dos anos 1960 e rendeu comparações com as Ronettes. Os grupos femininos do Reino Unido continuaram a ter sucesso nas décadas de 2000 e 2010, com artistas como Mis-Teeq, the Saturdays e Little Mix; esse último foi a primeira banda a vencer a versão britânica do The X Factor.

#### Surgimento de grupos femininos asiáticos
Embora o surgimento de atos focados na música pop na Ásia tenha sido paralelo ao de suas contrapartes britânicas na década de 1990, os grupos femininos asiáticos se mantiveram como um formato de sucesso durante a década de 2010. O Japão tem o segundo maior mercado geral da indústria musical e o maior mercado físico de música do mundo, com as vendas físicas do Oricon Singles Chart sendo dominadas por grupos femininos de J-pop. No final da década de 1990, Speed e Max ganharam destaque na Ásia e abriram caminho para grupos subsequentes, como Morning Musume, AKB48, Perfume e Momoiro Clover Z. Speed vendeu um total de 20 milhões de cópias no Japão em três anos, com a Variety chamando-as de "o melhor grupo feminino do Japão".
Desde 2009, Hallyu (onda coreana) e K-pop tornaram-se cada vez mais significativos na indústria do entretenimento. Sua influência se espalhou pela Ásia e começou a atingir o Oriente Médio, Norte da África, Europa e Américas. No início, grupos femininos como Girls' Generation, 2NE1 e Wonder Girls estavam entre os líderes desse movimento "Hallyu". A partir da segunda metade da década de 2010, novas gerações de grupos femininos surgiram e fizeram grande sucesso à medida que a globalização da onda coreana se acelerava. Esses novos grupos gradualmente mudaram para conceitos mais "girl crush" e se tornou mais comum que os membros se envolvessem na escrita ou produção. Nesse período, as bandas mais populares incluem Blackpink, Twice, Aespa, NewJeans, IVE e Red Velvet, entre outros.

#### No Brasil
Embora os grupos vocais femininos sejam um fenômeno mais comum em países anglo-saxónicos e asiáticos, estes tipos de grupos também proliferaram noutros lugares, como o Brasil. A década de 1970, foi marcada pelo surgimento de conjuntos que obtiveram algum reconhecimento com canções derivadas da música disco, como as Harmony Cats, As Melindrosas e as A Patotinhas; os dois últimos citados, hoje, são mais lembrados por terem integrado, respectivamente, nomes como a cantora Gretchen e a apresentadora Eliana. Contudo, o maior destaque desse período foram As Frenéticas; conjunto formado pelas então dançarinas e garçonetes da boate Frenetic Dancing Days Discotheque, de propriedade do produtor musical Nelson Motta. Elas obtiveram grande popularidade nesse período com as canções "Perigosa" e "Dancin' Days". Essa última que tornou-se tema de abertura da telenovela brasileira Dancin' Days. O grupo continuou ativo até 1983, já sem a sua formação original. Na década de 1980, a gravadora RGE Discos teve a ideia de formar um grupo feminino com quatro integrantes, após o fim do trio de música infantil "Chispitas" da qual a apresentadora Adriane Galisteu fazia parte. Após o fim deste, ele a remanejou para o Meia Soquete, ao lado de outras três meninas, que já haviam trabalhado como bailarinas do programa Viva a Noite, do SBT, apresentado por Gugu Liberato. O grupo participou de vários programas de televisão como Cassino do Chacrinha, Domingo no Parque e do seriado Os Trapalhões também da Rede Globo. O quarteto lançou apenas 2 álbuns de estúdio, cujos arranjos lembravam canções dos anos de 1960, da época da Jovem Guarda.

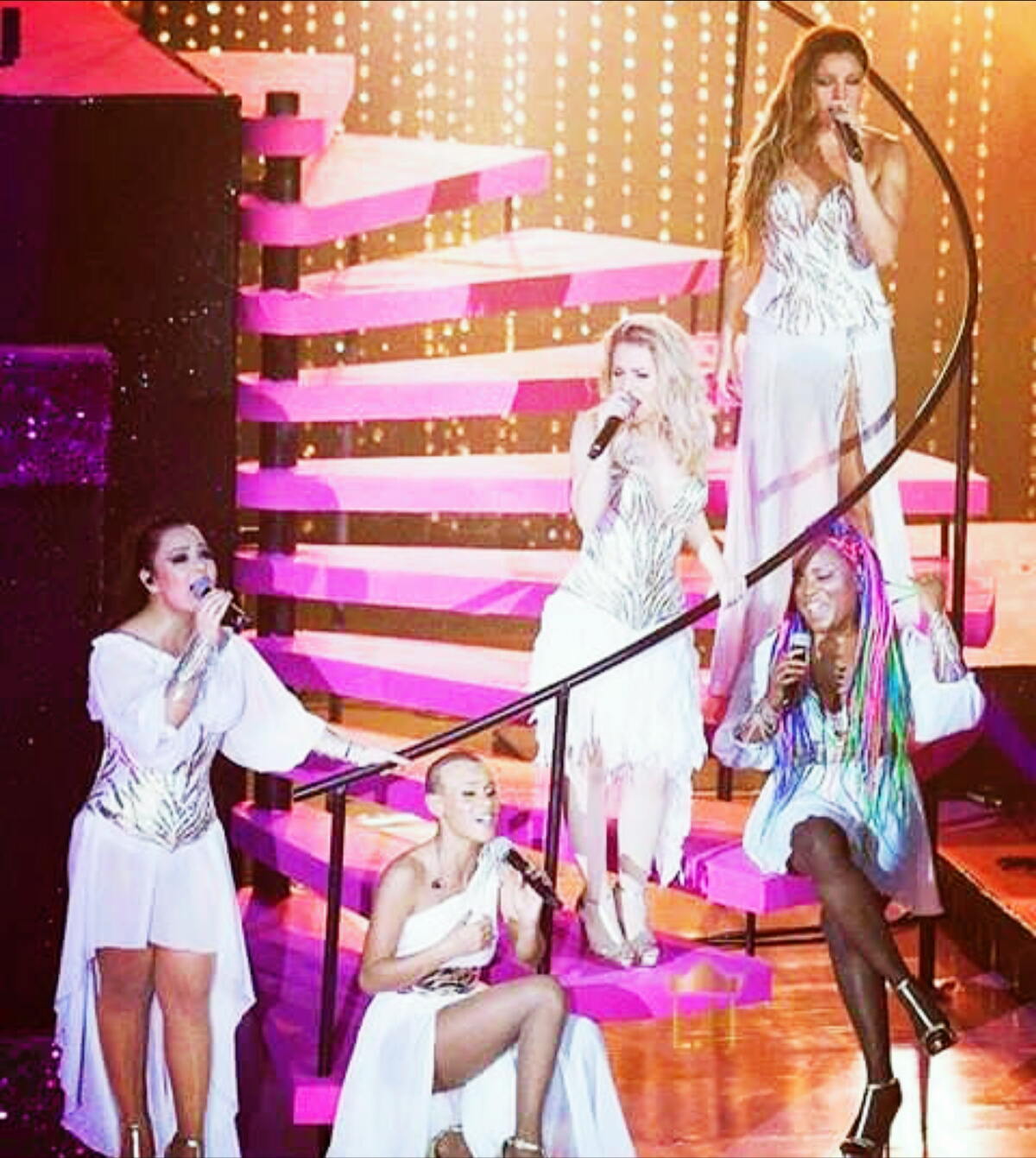
O Rouge é o girl group mais bem sucedido em vendas no Brasil.

A década de 1990 foram marcadas pelo surgimento de conjuntos formados por personalidades de programas televisão. À exemplo do Banana Split, cujas membros trabalhavam como elenco de apoio do humorístico Veja o Gordo, de Jô Soares. Elas lançaram seu primeiro álbum em 1990, que se tornou um grande sucesso e levou-as a realizar uma turnê na Europa, onde tentaram capitalizar com o hype que a lambada estava obtendo internacionalmente. O grupo sofreu com várias entradas e saídas de integrantes, sendo mais recordado atualmente por, assim com A Patotinha, ter tido Eliana em uma de suas formações. Outro destaque foram às Paquitas, formado pelas assistentes de palco da apresentadora Xuxa em vários de seus programas desde a década anterior. No entanto, seu álbum de estreia chegou às lojas em 1989 e tornou-se um sucesso com a canção "Fada Madrinha (É Tão Bom)". O grupo contava com uma formação rotacional, no qual nenhuma integrante era fixa e, com o passar dos anos, eram substituídas por novas meninas, além de não ter um número determinado de membros. O grupo se desfez definitivamente em 2002, como consequência do rompimento profissional de Xuxa com sua mentora e empresária Marlene Mattos.
A próxima década foi marcada pelo surgimento de girl groups influenciadas pela música pop internacional. Em 1999, as filhas dos músicos Baby do Brasil e Pepeu Gomes assinaram contrato com a Warner Music Brasil, fundando o trio SNZ, que lançou seu primeiro álbum de estúdio em 2000 e lançaram vários sucessos de execuções nas rádios. Apesar disso, o grupo foi abalado pelo envolvimento religioso de duas delas e encerrou suas atividades em 2009. Porém o expoente mais exitoso desse formato no período e de todos os tempos no Brasil é o Rouge, grupo formado por cinco integrantes em 2002, através da primeira temporada do talent show Popstars. Com o maior sucesso de sua carreira, "Ragatanga", elas alcançaram o primeiro lugar nas paradas por 11 semanas e venderam mais de 6 milhões de discos em todas sua carreira. Após o lançamento de seus quatro primeiros álbuns de estúdio, elas realizaram sua primeira pausa em 2006. No fim da década, foi lançado o Valkyrias e o Sexy Dolls que, devido a pouca repercussão de seus trabalhos, duraram pouco tempo e longo se separaram.
Na década de 2010, o produtor musical Rick Bonadio, que havia sido um dos jurados do Popstars, lançou nos mesmos moldes o programa Fábrica de Estrelas, pelo Multishow, visando a formação de um grupo feminino nos mesmos moldes do Rouge. Mais tarde, o grupo Girls foi formado, sendo composto de cinco integrantes. O primeiro álbum delas, o homônimo Girls, foi lançado em 2013 pela Sony Music, obtendo uma recepção aquém do esperado pela gravadora e por Bonadio, que acabou demitindo-as pouco depois. Além delas, houve o lançamento do Ravena, grupo formado também por sugestão de Bonadio na primeira temporada do reality show X Factor em 2017. Após a divulgação de algumas canções, acabou por encerrar suas atividades três anos depois. No mesmo período, foi formado o BFF Girls por três ex-participantes da primeira temporada do The Voice Kids.

## Letras

### Política e amorosa
Os grupos femininos têm uma grande variedade de assuntos em suas músicas, dependendo do tempo e do lugar e de quem esteja produzindo-as. As músicas também tinham uma propensão a refletir o clima político e cultural ao seu redor. Por exemplo, canções com tons abusivos eram um tanto comuns durante as décadas de 1950-1970. Um exemplo notável foi a música "He Hit Me (And It Felt Like a Kiss)", gravada pelas The Crystals. Durante a "era de ouro dos grupos femininos", as letras eram díspares, variando de músicas sobre cachorros malvados a gravidez precoce. No entanto, sentimentos comuns também foram encontrados em ideias como novo amor, ansiando por uma paixão ou amante e mágoa. Algumas músicas soavam otimistas ou alegres e cantavam sobre se apaixonar, enquanto outras tomavam um rumo decididamente mais melancólico. Grupos como as the Shangri-Las, com a música " I Can Never Go Home Anymore" cantavam sobre o lado mais sombrio de estar apaixonado.

### Adolescência

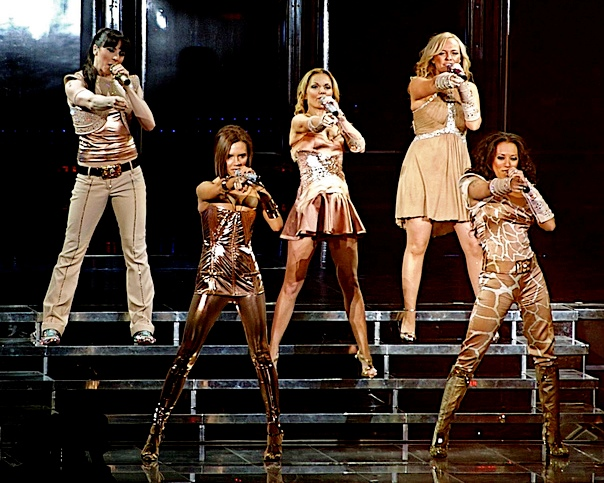
Além de serem o grupo feminino mais bem sucedido em vendas de todos os tempos, as Spice Girls tornaram-se grandes expoentes do movimento girl power.

Um tema especialmente prevalente foi a adolescência. Como a maioria dos grupos femininos era composta por jovens cantoras, muitas vezes ainda no ensino médio, as músicas mencionavam os pais em muitos casos. A adolescência também era um assunto popular por causa de um público emergente de garotas ouvindo e comprando discos. A adolescência também foi reforçada por grupos femininos no cultivo de uma imagem jovem, uma vez que "um caso sem precedentes de garotas adolescentes ocupando o centro do palco da cultura comercial convencional". Um exemplo dessa marca jovem pode ser a integrante Baby Spice das Spice Girls. Isso foi mostrado por meio de floreios como roupas tipicamente combinando para grupos femininos de meados do século e conteúdo jovem nas músicas. Os grupos femininos da década de 1950 também davam conselhos a outras garotas ou cantavam sobre os conselhos que suas mães davam a elas, o que era uma semelhança com alguns grupos musicais masculinos da época (por exemplo, "Shop Around" das The Miracles).
A adolescência também foi importante (especialmente a partir da década de 1950) do outro lado: os consumidores eram "adolescentes [com] renda disponível, fácil acesso a automóveis e escolas secundárias consolidadas que os expunham a um grande número de outros adolescentes. A cultura adolescente de massa nasceu".

### Feminismo
À medida que a estrutura de grupo feminino persistia por gerações posteriores, sentimentos culturais populares foram incorporados à música. A aparência de "poder feminino" e feminismo também foi adicionada, embora os grupos iniciantes fossem muito estruturados em sua feminilidade. Seria simplista sugerir que os grupos femininos cantavam apenas sobre estar apaixonados; pelo contrário, muitos deles expressavam sentimentos complexos em suas canções. Havia canções de apoio, canções que eram sobre fofocas, etc.; como qualquer outro movimento musical, havia muita variação no que estava sendo cantado. Um tema proeminente era frequentemente ensinar "o que significava ser uma mulher". Os grupos femininos exibiam a aparência da feminilidade, desde as roupas que vestiam até as letras reais de suas canções. Claro que isso mudou ao longo dos anos (o que as Supremes vestiam era diferente das Spice Girls), mas os grupos femininos ainda serviam como faróis e exemplos de certos tipos de identidades para seu público ao longo dos anos.
Na década de 1990 até o presente, com a prevalência de grupos como as Spice Girls, houve uma forte ênfase na independência das mulheres e uma espécie de feminismo. No mínimo, a música é mais assertiva liricamente e depende menos de insinuações. Essa onda mais recente de grupos femininos também é mais sexualmente provocativa, o que faz sentido dentro da música pop desse período também.

## Girl groupscom mais vendas
Grupos com vendas totais reivindicadas em mais de 30 milhões:
| Artista             | País de origem      | Número de integrantes         | Período ativo                      | Gênero              | Álbuns de estúdio | Vendas reivindicadas |
| ------------------- | ------------------- | ----------------------------- | ---------------------------------- | ------------------- | ----------------- | -------------------- |
| Spice Girls         | Reino Unido         | 5 → 4 → 5 → 4                 | 1994–2000 2007–08 2018–19 (7 anos) | Pop                 | 3                 | 100 milhões          |
| The Andrews Sisters | Estados Unidos      | 3                             | 1925–53 1956–67 (39 anos)          | Swing boogie-woogie | 12                | 75 milhões           |
| 2NE1                | Coreia do Sul       | 4 → 3 → 4                     | 2009–2016 2024-presente (7 anos)   | K-pop               | 2                 | 66 milhões           |
| TLC                 | Estados Unidos      | 3 → 2                         | 1991–presente (34 anos)            | R&B Hip hop         | 5                 | 65 milhões           |
| AKB48               | Japão               | Rotacional                    | 2005–presente (20 anos)            | J-pop               | 8                 | 60 milhões           |
| Destiny's Child     | Estados Unidos      | 4 → 3                         | 1997–2006 (9 anos)                 | R&B                 | 5                 | 60 milhões           |
| Little Mix          | Reino Unido         | 4 → 3                         | 2011–22 (11 anos)                  | Pop R&B             | 6                 | 60 milhões           |
| The Pussycat Dolls  | Estados Unidos      | 6 → 5                         | 2003–10 2019–21 (9 anos)           | Pop R&B             | 2                 | 54 milhões           |
| The Supremes        | Estados Unidos      | 4 → 3                         | 1959–1977 1983 2000 (20 anos)      | R&B soul disco      | 29                | 50 milhões           |
| Bananarama          | Reino Unido         | 3 → 2 → 3 → 2                 | 1981–presente (44 anos)            | Pop                 | 11                | 40 milhões           |
| The Pointer Sisters | Estados Unidos      | 2 → 3 → 4 → 3 → 4 → 3         | 1969–presente (56 anos)            | Pop R&B soul disco  | 16                | 40 milhões           |
| Fifth Harmony       | Estados Unidos      | 5 → 4                         | 2012–18 (6 anos)                   | Pop R&B             | 3                 | 33 milhões           |
| The Nolans          | Reino Unido Irlanda | 5 → 4 → 5 → 4 → 3 → 2 → 4 → 5 | 1974–2005 2009 2020–22 (34 anos)   | Pop                 | 23                | 30 milhões           |